# Bibio baumbergeri
Bibio parenti
Espèce
Synonymes
- †Bibio parenti Théobald, 1937

Bibio baumbergeri est une espèce fossile d'insectes de l'ordre des diptères, de la famille des Bibionidae, de la sous-famille des Bibioninae et du genre Bibio.

## Classification
L'espèce Bibio baumbergeri est décrite en 1937 par le paléontologue français Nicolas Théobald (1903-1981). 

### Holotype fossile
Cet holotype R 2003 ♀, de l'ère Cénozoïque, et de l'époque Oligocène (33,9 à 23,03 Ma.) vient de la collection Mieg, collection conservée au Musée d'histoire naturelle de Bâle. Ce spécimen provient du gisement de Kleinkembs Oligocène, dans le Bade-Wurtemberg, sur la rive droite du Rhin.. Il a 3 cotypes R 833, 481 et 489 de la même provenance que l'holotype. 

### Confirmation du genre Bibio
L'appartenance au genre Bibio est confirmée par l'entomologiste américain Neal Luit Evenhuis en 1994,.

### Synonyme
Il a aussi un synonyme noté dans Paleobiology Database : Bibio parenti Théobald, 1937. L'holotype R 681 de ce synonyme vient aussi de la collection Mieg, conservée au Musée d'histoire naturelle de Bâle, et provient du gisement de Kleinkembs. Il a sept cotypes R 980, 990, 643,723, 824, 2007, 342 (?). Ce synonyme est demandé par Skartveit et Nel en 2017, et repris par Skartveit et Wedmann en 2021,.

### Étymologie
L'épithète spécifique baumbergeri fait hommage au Dr E. Baumberger de Bâle.
L'épithète spécifique parenti de ce synonyme fait hommage à M. Octave Parent (1882-1942) diptérologue français des Hauts-de-France.

## Description

### Caractères
La diagnose de Nicolas Théobald en 1937, : ce diptère bibion est un 

« Insecte au corps noir, ailes gris jaune à nervures brunes. Tête arrondie; deux gros yeux latéraux, forme ovale, antennes cordiformes, articles homonomes (v figure). Thorax ovale, mésonotum renflé, dépressions parapsidales profondes, surface finement velue. Abdomen brun noirâtre, gros et allongé, forme subcylindrique, contracté à l'arrière ; le 8° segment court, porte une pointe, faisant partie de l'organe génital. Pattes moyennes, hanches rapprochées, fémurs renflés, tibias cylindriques, le tout finement velu. Balanciers avec massue en forme d'haltère. ailes n’atteignant pas tout à fait l’extrémité de l'abdomen ; C va jusqu'au sommet de l'aile, Sc fine, R et Rs se terminent au tiers externe, stigma effacé. Sur le n° R 833 la structure trachéenne des nervures R et Rs est encore visible (v. fig). »

### Dimensions
La longueur totale est de 13 mm, la tête a une longueur de 1,25 mm et une largeur de 1 mm, le thorax a une longueur de 3,75 mm et une largeur de 2,5 mm, l'abdomen a une longueur de 8 mm et une largeur de 3 mm, les ailes ont une longueur de 11 mm et une largeur de 3,5 mm.

### Affinités
La nervation des ailes est celle que l'on rencontre dans les genres Bibio et Dilophus.
L'absence de couronnes de cils aux tarses I les range dans le genre Bibio.

## Biologie
Les Bibionidés sont nombreux à Kleinkembs : quatre espèces de Bibio, la plupart des espèces représentées par plusieurs exemplaires. Ces insectes vivaient à proximité du gisement. Les espèces de Plecia sont encore plus nombreuses. Les Bibionidés vivaient "par légions" dans les forêts marécageuses.
« Le g. Bibio est universellement répandu. Il vit sur les plantes ; les larves se développent dans la terre, dans les déchets des animaux ou dans les débris végétaux. ».

## Galerie

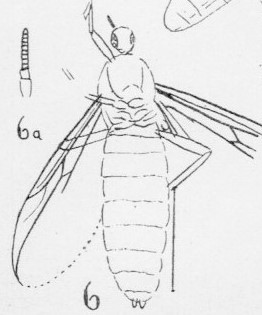
Bibio Baumbergeri N. Theobald, Sannoisien de Kleinkembs, Interprétation graphique.
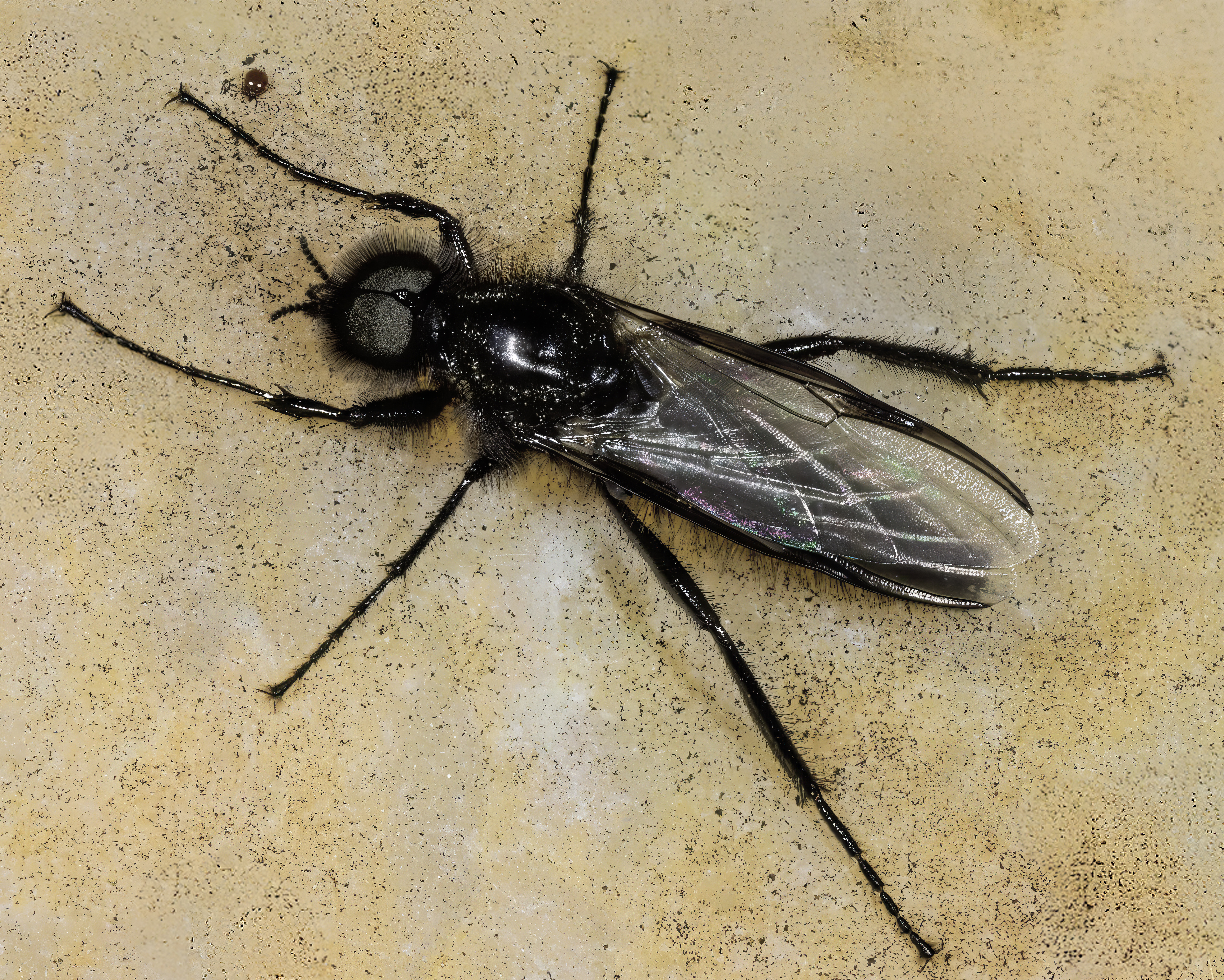
Bibio marci, mâle. espèce type sœur vivante

- Quelques espèces vivantes du genre Bibio.
- Bibio ferruginatus, mâle (Haute Ardenne - Belgique).
- Bibio hortulanus, femelle.
- Bibio lanigerus,mâle (Haute Ardenne - Belgique).
- Bibio varipes, femelle.
- Bibio johannis.
- Bibio femoratus.

### Publication originale
- [1937] Nicolas Théobald, « Les insectes fossiles des terrains oligocènes de France 473 p., 17 fig., 7 cartes,13 tables, 29 planches hors texte », Bulletin Mensuel de la Société des Sciences de Nancy et Mémoires de la Société des sciences de Nancy, Imprimerie G. Thomas,‎ 1937, p. 1-473 (ISSN 1155-1119 et 2263-6439, OCLC 786027547). .